# Янгос, Иоаннис
Иоаннис Янгос (греч. Ιωάννης Γιάγκος; род. 1958, Трикала) — греческий военный, генерал авиации в отставке. С 6 августа 2009 года по 3 ноября 2011 года занимал должность начальника Генерального штаба Греции.

## Биография
Иоаннис Янгос родился в декабре 1951 года в городе Трикала. В 1970 году Янгос поступил Школу ВВС Икара, а в 1974 году окончил ее в звании лейтенанта авиации. За время своей карьеры Янгос служил в различных оперативных подразделениях ВВС Греции и налетал более 4200 часов, в основном на самолётах F-4 Phantom II и F-16. Также Янгос служил штабным офицером в SHAPE и командиром в штабе НАТО CAOC-7 в городе Лариса.
В звании генерал-полковника с 26 января 2007 года по 6 августа 2009 года Янгос занимал должность начальника Генерального штаба ВВС Греции. 6 августа 2009 года Янгоса повысили в звании до генерала ВВС и назначили начальником штаба национальной обороны Греции, эту должность он занимал до 3 ноября 2011 года, тогда же и вышел в отставку.
С 28 августа по 23 сентября 2015 года, после назначения президентом Греческой Республики Прокописом Павлопулосом Временного правительства Василики Тану, Янгос исполнял обязанности министра национальной обороны.